# Ordine della Corona ferrea
L'Ordine della Corona ferrea è un ordine cavalleresco istituito il 5 giugno 1805 a Milano e concesso dal Regno d'Italia del 1805 e successivamente sovrano. Gli austriaci ne costituirono uno dallo stesso nome per il Regno Lombardo-Veneto.

## Storia

### Ordine della Corona di Ferro (italico)

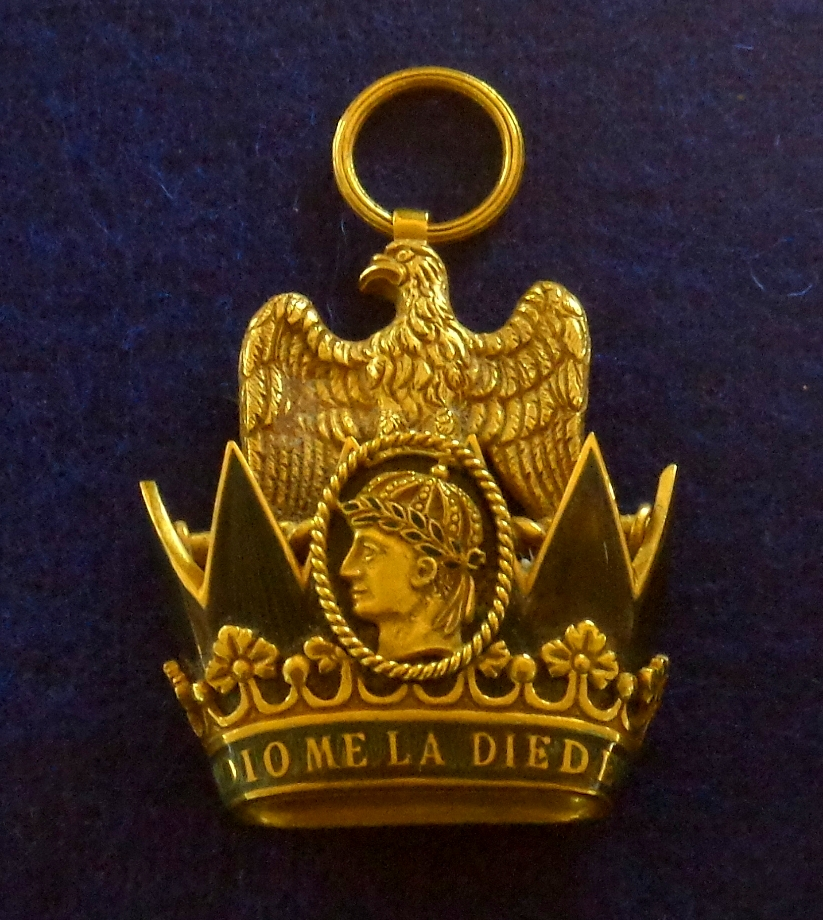
Medaglia della versione francese

L'Ordine italiano della Corona di Ferro fu istituito il 5 giugno 1805 da Napoleone I Bonaparte nella qualità di Re d'Italia (1805-1814), era stato incoronato il precedente 26 maggio 1805.
Prende il nome dall'antica Corona ferrea, la corona con cui erano stati tradizionalmente incoronati i Re d'Italia e che era diventata l'emblema del Regno d'Italia. Tuttavia nelle insegne la corona figura nella foggia raggiata solare disegnata dall'Appiani su idea di Napoleone medesimo.
L'insegna è costituita da una medaglia con l'aquila napoleonica sovrastante la corona, nella versione raggiata di cui s'è detto, sulla quale è inciso il motto Dio me la diede che riprende la famosa frase pronunciata da Napoleone stesso alla sua incoronazione a Milano. Il nastro dell'Ordine della Corona ferrea in versione italiana è «orange avec lisière verte» «(articolo completo dal decreto 1805: LXIII. La Décoration de l'ordre consistera en l'emblème de la Couronne Lombarde, autour de laquelle sera écrit "Dieu me l'a donnée, gare à qui la touchera." Cette décoration sera suspendue à un ruban couleur orange avec lisière verte»). Come spesso accade nella colorazione dei tessuti, questo colore aranciato è passato da una realizzazione all'altra dal color champagne, all'oro, all'arancione. Il colore corrisponde di fatto simbolicamente all'oro imperiale. L'ordine fu inizialmente diviso in tre classi: 20 dignitari (gran croce), 30 commendatori e 50 cavalieri. A seguito della sconfitta di Napoleone I Bonaparte nel 1814 e del ritiro del viceré Eugenio di Beauharnais, un comitato di reggenza trasferì in parte il Regno d'Italia, per transizione, all'imperatore Francesco I d'Austria, che divenne il Regno-Lombardo Veneto. Napoleone, ritiratosi all'Elba, per contestare in via di fatto la transazione, esercitò la sua prerogativa regia sul regno nominando, nella persona del marchese Achille Fontanelli, un nuovo Gran Cancelliere dell'Ordine della Corona di Ferro, al quale trasferì la fons honorum, per mantenerne la tradizione e perpetuare le pretese sovrane, nella persona del Gran Cancelliere e suoi successori eletti dal Gran Magistero .

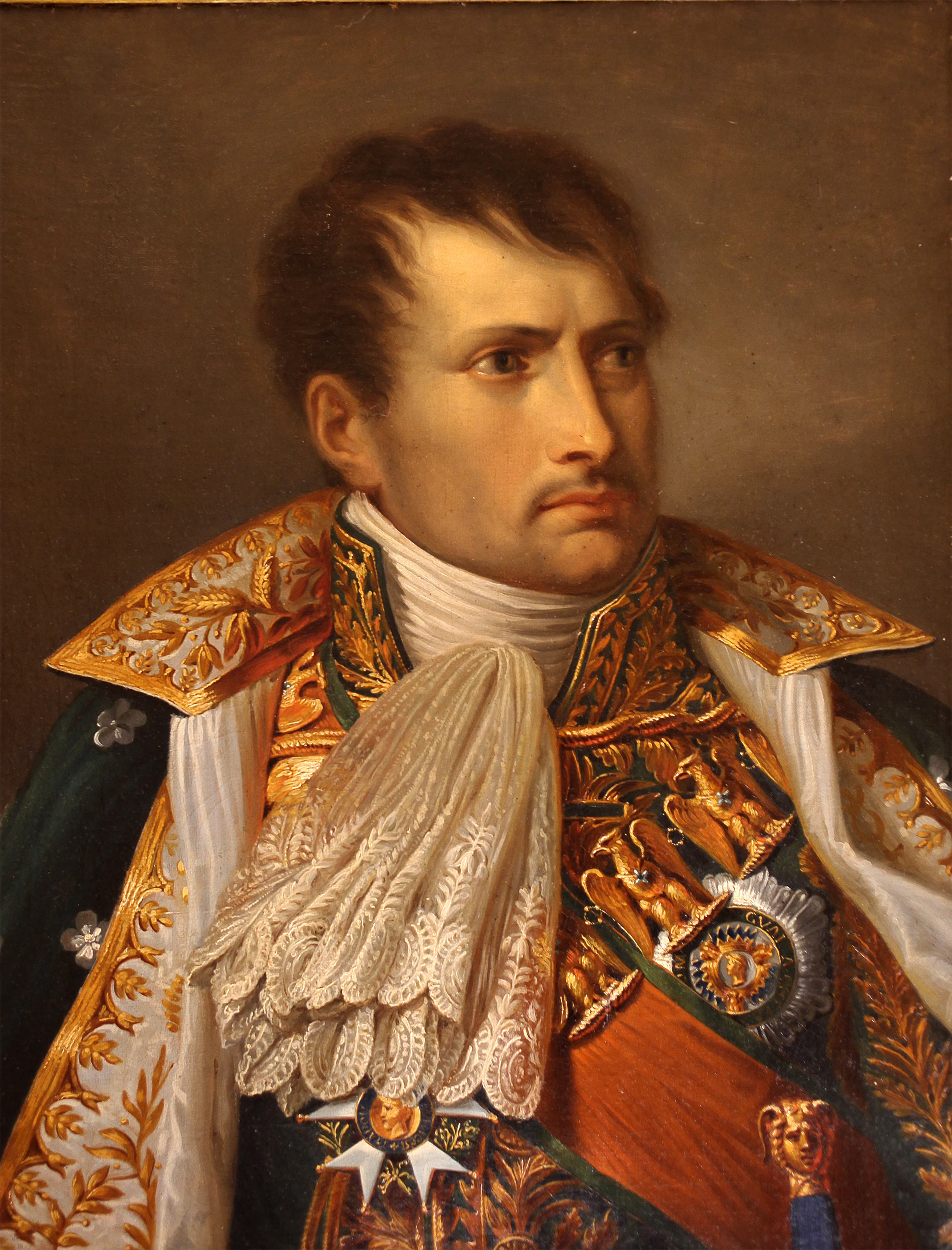
Napoleone Bonaparte Imperatore dei Francesi e Re d'Italia. In veste di Cavaliere di Gran Croce dell'Ordine

### Ordine della Corona ferrea (austriaco)
Nel corso del 1815, circa un anno dopo l'ingresso in Milano delle truppe del Bellegarde, venne istituito un nuovo Ordine della Corona Ferrea per l'Impero austriaco, a decorrere dal 1º gennaio 1816, dall'imperatore Francesco II, re del neonato Regno Lombardo-Veneto, retto dalla monarchia asburgica.
La data non fu casuale, dal momento che coincise con l'entrata in vigore degli statuti del nuovo regno, con la nomina del regio governo per la Lombardia presieduto dal Saurau e l'entrata in vigore dei codici civile e penale austriaci, il tutto alla presenza del nuovo imperatore d'Austria, Francesco II con moglie al seguito, entrati in Milano il 31 dicembre 1815.
L'Ordine (noto in tedesco come Kaiserliche Orden der Eisernen-Krone) venne da allora concesso nei suoi tre gradi ai nobili: i borghesi potevano, comunque, richiedere all'amministrazione imperiale un diploma che confermasse i loro quarti di nobiltà (ne restano ampie tracce in tutti gli archivi delle città del Lombardo-Veneto).
Anche dopo la perdita del Regno Lombardo-Veneto da parte dell'Austria nel 1859, gli imperatori continuarono a conferire tale onorificenza sino al crollo dell'Impero austro-ungarico, i cui conferimenti cessarono nel 1918.

### Significato simbolico della Corona ferrea

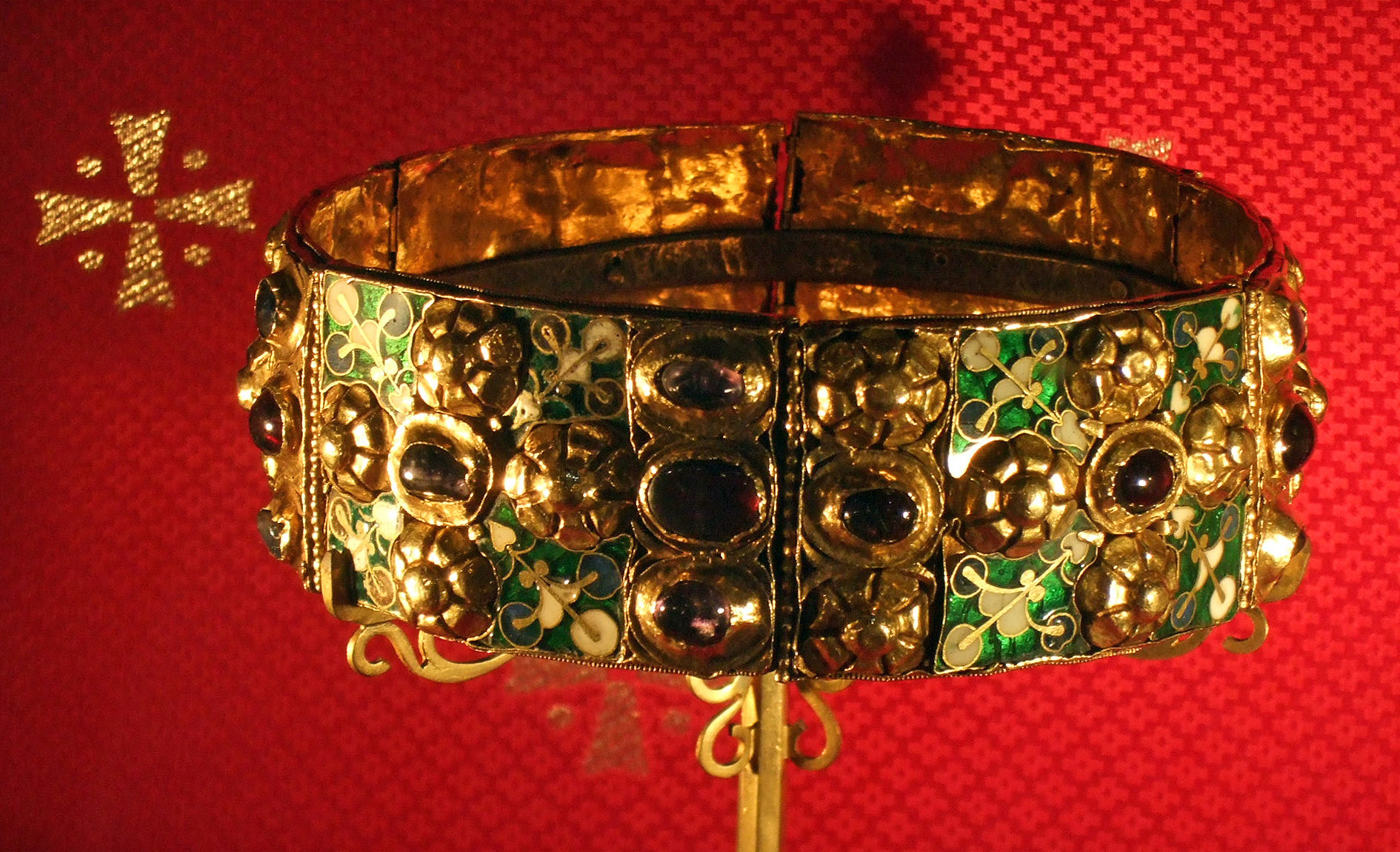
La Corona ferrea

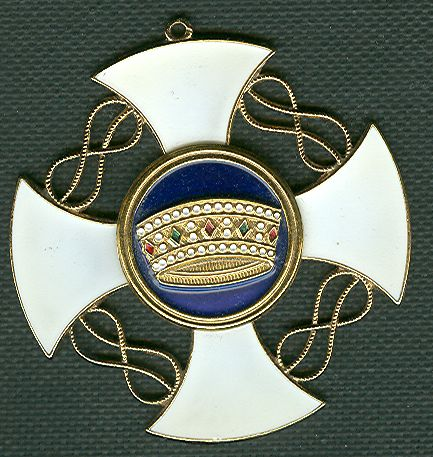
Insegna dell'Ordine della Corona d'Italia creato da Vittorio Emanuele II: si noti al centro la riproduzione della corona ferrea

Secondo la tradizione, la lamina di ferro inserita lungo la superficie interna della Corona ferrea sarebbe stata ottenuta da uno dei chiodi utilizzati durante la crocifissione di Gesù; tale chiodo sarebbe stato portato in Italia da Elena, madre dell'imperatore Costantino, che in Gerusalemme avrebbe scoperto la reliquia della Santa Croce. Secondo una variante tradizionale, il ferro di questo chiodo sarebbe stato fuso assieme a quello del rostro dell'aratro con cui Romolo tracciò il solco durante il rito fondativo di Roma.
Probabilmente la corona, comunque di fattura tardo romana, forgiata per Costantino I Imperatore, fu poi il diadema regale che Teodolinda donò al Duomo di Monza, dove si trova tuttora. Essa venne utilizzata per l'incoronazione di Carlo Magno come reggente al trono di Lombardia nel 774, e poi per l'incoronazione dei Re d'Italia.
Durante la sua continua espansione del potere Napoleone Bonaparte conquistò l'Italia, e il 26 maggio 1805 si volle incoronare Re d'Italia.
La Rivoluzione francese, con gli ideali di uguaglianza e fraternità, aveva anche abolito tutti gli ordini cavallereschi che erano stati tipici dell'ancien régime e tutte quelle onorificenze concesse per merito dai re di Francia. Fu proprio con l'intento di ricompensare i valorosi soldati battutisi in Italia e nello specifico nella Repubblica Italiana (e prima ancora Cisalpina), nonché illustri personalità, che Napoleone istituì l'Ordine della Corona ferrea, assieme a quello ben più famoso della Legion d'onore che tutt'oggi viene conferito dal governo francese.
Il legame sacramentale che unisce quindi la corona a chi la utilizza è non solo un gesto regale, ma anche un simbolo di consacrazione regia per merito divino. Essa conferiva un potere particolare proprio perché le prime consacrazioni con questa corona erano avvenute diversi secoli prima e con approvazione pontificia, il che legittimava una vera e propria presa di possesso dei territori lombardi con il suo utilizzo. Sarà questo uno dei motivi che spingeranno appunto Napoleone a utilizzare questa corona come suo simbolo in Italia, e così faranno anche gli imperatori d'Austria sino a giungere ai re d'Italia che la utilizzeranno come corona nazionale. Questa rientrerà però in Italia solo a partire dal 1866, dopo che l'imperatore Francesco Giuseppe I d'Austria l'aveva fatta trasferire a Vienna nel 1859, all'avanzata dei piemontesi nel milanese. Il ritorno del serto, quindi, coincise anche con la presa totale di sovranità dei Savoia sull'Italia (con l'eccezione del Lazio e di Roma, conquistati solo nel 1870); nel 1866, infatti, anche il Veneto passò ai domini sabaudi.
La stessa Corona ferrea divenne nuovamente oggetto simbolico di un altro ordine cavalleresco, l'Ordine della Corona d'Italia, istituito da re Vittorio Emanuele II. Questo Ordine venne di fatto creato per essere il successore dell'antico Ordine della Corona ferrea, che pure continuò a essere conferito dagli imperatori austriaci, come detto, sino al 1918, in quanto anche loro pretendevano di vantare una sovranità sui possedimenti italiani .

### Insegne
I colori del nastro dell'Ordine cambiarono da quello italiano del 1805 (verde e oro) a quello austriaco (blu e oro), così anche le insegne furono differenti.
Nell'Ordine italiano la decorazione consiste in un'aquila imperiale, sovrastante una corona sei punte smaltata di grigio-azzurro o in blu, con il ritratto di Napoleone di profilo in oro; alla base della corona, il motto "DIO ME LA DIEDE".
Disponeva delle seguenti classi di benemerenza:
- Cavaliere di gran croce o gran dignitario, portava una fascia dalla spalla destra al fianco sinistro, oltre a una stella con otto punte da portarsi sulla parte sinistra del petto.
- Commendatore, indossava la tradizionale medaglia militare sulla parte sinistra del petto corredata da una rosetta.
- Cavaliere, portava la tradizionale medaglia militare sulla parte sinistra del petto.

|           |              |                         |
| Medaglie  |              |                         |
|           |              |                         |
| Nastri    |              |                         |
| Cavaliere | Commendatore | Cavaliere di Gran Croce |

L'Ordine austriaco mantenne in un primo momento le fattezze del precedente ordine, sostituendo semplicemente il ritratto del Bonaparte con un'aquila bicipite d'oro. Successivamente, però, l'imperatore Francesco I decise di cambiare radicalmente le fattezze della medaglia dell'Ordine, sostituendola con la seconda versione.
Essa consisteva in un'aquila bicefala d'oro coronata con la corona imperiale austriaca inserita in una corona d'alloro smaltata di verde, stante sopra la Corona ferrea anch'essa d'oro e smalti. In cuore all'aquila, si trovava uno scudo smaltato di blu, timbrato con l'iniziale "F" per Francesco I.
Disponeva delle seguenti classi di benemerenza:
- Cavaliere di I classe o Cavaliere di gran croce, portava una fascia dalla spalla destra al fianco sinistro, oltre a una stella con otto punte da portarsi sulla parte sinistra del petto.
- Cavaliere di II classe o Commendatore, indossava la medaglia sospesa al collo con un nastro.
- Cavaliere di III classe o Cavaliere, portava la tradizionale medaglia militare sulla parte sinistra del petto.

|                         |                        |                       |
| Medaglie                |                        |                       |
|                         |                        |                       |
| Nastri                  |                        |                       |
| Cavaliere di III classe | Cavaliere di II classe | Cavaliere di I classe |

### Denominazioni
- Ordine della Corona di Ferro (dall'Atto Costitutivo del 6 giugno 1805)
- Sacro Imperiale Ordine Militare della Corona di Ferro del Regno Italico (dalla Delibera Magistrale del 10 marzo 1816)[senza fonte]
- Sovrano Imperiale Ordine Militare della Corona di Ferro del Regno d'Italia (dalla Delibera Magistrale del 30 aprile 1850) [senza fonte]

### Composizioni e consistenze[senzafonte]

#### Dal 6 giugno 1805 al 1815
- Gran Maestro
- 500 Cavalieri

#### Dal 1815 al 1850
- Gran Maestro
- 100 Commendatori
- 500 Cavalieri

#### Dal 1850 al 2 dicembre 1870
- Gran Dignitario Cancelliere e Principe Sovrano
- 20 Dignitari
- 100 Commendatori
- 500 Cavalieri
- I Principi della Casa del Gran Maestro, i Principi delle Case straniere, e gli altri stranieri, ai quali le decorazioni dell'Ordine sono state accordate non fanno parte delle suddette consistenze.

#### Dal 2 dicembre 1870 al 2 dicembre 1916
- Gran Cancelliere e Principe Sovrano
- Balì Gran Dignitario di Giustizia
- 20 Dignitari:
  - Grand'Ufficiali
  - Gran Dignitari di Giustizia
  - Cavalieri di Gran Croce
  - Dignitari con Placca d'Oro
  - Dignitari di Giustizia
  - Dignitari
- 100 Commendatori (anche Dame):
  - Commendatori Cappellani
  - Commendatori con Placca
  - Commendatori di Giustizia
- 500 Cavalieri (anche Dame):
  - Cavalieri Cappellani
  - Cavalieri con Placca
  - Cavalieri di Giustizia
  - Cavalieri di Merito
  - Cavalieri d'Ufficio
  - Cavalieri Ereditari

#### Dal 2 dicembre 1916 a oggi[nonchiaro]
- Gran Cancelliere e Principe Sovrano
- Balì Gran Dignitario di Giustizia
- 20 Dignitari:
  - Grand'Ufficiali
  - Gran Dignitari di Giustizia
  - Cavalieri di Gran Croce
  - Dignitari con Placca d'Oro
  - Dignitari di Giustizia
  - Dignitari
- 100 Commendatori (anche Dame):
  - Commendatori Cappellani
  - Commendatori con Placca
  - Commendatori di Giustizia
- 500 Cavalieri (anche Dame):
  - Cavalieri Cappellani
  - Cavalieri con Placca
  - Cavalieri di Giustizia
  - Cavalieri di Merito (anche alla Memoria)
  - Cavalieri per Merito di Servizio
  - Cavalieri d'Ufficio
  - Cavalieri Ereditari

### Organizzazioni

#### Dal 6 giugno 1805 al 20 ottobre 1815
- Gran Maestro
- Gran Consiglio d'Amministrazione:
  - Tutti i Gran Dignitari
- Gran Dignitario Cancelliere
- Gran Dignitario Tesoriere
- Commendatore Maestro delle Cerimonie
- 2 Cavalieri Aiutanti delle Cerimonie

#### Dal 20 ottobre 1815 al 30 aprile 1850
- Gran Maestro
- Gran Magistero:
  - Tutti i Gran Dignitari
  - Tutti i Dignitari
- Consiglio Magistrale:
  - Tutti i Gran Dignitari
- Gran Dignitario Cancelliere
- Gran Dignitario Tesoriere
- Commendatore Maestro delle Cerimonie
- 2 Cavalieri Aiutanti delle Cerimonie

#### Dal 30 aprile 1850 ad oggi
- Gran Dignitario Cancelliere e Principe Sovrano
- Gran Magistero:
  - Tutti i Gran Dignitari
  - Tutti i Dignitari
- Consiglio Magistrale:
  - Tutti i Gran Dignitari
- Gran Dignitario Tesoriere
- Commendatore Maestro delle Cerimonie
- 2 Cavalieri Aiutanti delle Cerimonie

### Gran maestri dell'Ordine della Corona Ferrea
Napoleone I, istitutore dell'Ordine italiano ne fu Gran Maestro. 
Gli imperatori d'Austria furono i Gran Maestri per l'Ordine austriaco sino al 1918, malgrado dal 1859 (con la perdita del Regno Lombardo-Veneto), il legame con la santa corona venne meno simbolicamente e territorialmente.

#### Ordine italiano
- Napoleone I, imperatore dei Francesi, 1806-1814; 1815

#### Ordine austriaco
- Francesco I, imperatore d'Austria, re del Regno Lombardo-Veneto, 1816-1838
- Ferdinando I, imperatore d'Austria, re del Regno Lombardo-Veneto, 1838-1848
- Francesco Giuseppe I, imperatore d'Austria, re d'Ungheria, 1848-1916, re del Regno Lombardo-Veneto, 1848-1866
- Carlo I, imperatore d'Austria, re d'Ungheria, 1916-1918

### Gran Cancellieri dell'Ordine della Corona di Ferro del Regno italico
- ambasciatore conte Ferdinando Marescalchi (1805-1814)
- marchese Achille Fontanelli (1814-1837)

- conte Amedeo Barberi di Branzola (1837-1857)
- principe Jeair Benoit Michel de Saint Etienne (1857-1906)
- ten. col. Giuseppe Ernesto Bermani (1906-1932)
- gen. nob. Ernesto Maggiora Vergano (1932-1947)
- gen. conte Alessandro Levesi (1947-1962)
- S.E. nob. Arturo Gedda Bellini (1962-1973)
- S.A.R. il principe Filiberto di Savoia Genova, IV duca d'Aosta, duca di Pistoia, Gran Cancelliere onorario perpetuo dal 1972 (1895-1990)
- conte Luigi Alfredo Adami du Palon de Resy (1973-1977)
- nob. Carlo Felice Corte dei Conti Montonaro (1977-1984)
- principe Jean Claude de Lagerard-Vettel (1987-1996)
- nob. Luciano Levesi di Saint Etienne (1996-2011)
- prof. avv. conte Riccardo Scarpa (2011- 2024)
- prof. avv. barone Raffaello Arrigoni Cecchetti di Brugnolo (2024 -)

### Cappellani dell'Ordine della Corona Ferrea del Regno italico
- cavaliere cappellano monsignor Bianchi, Vicario Generale del Cardinale Arcivescovo di Milano (1806-1815)
- cavaliere cappellano monsignor Giovan Battista Colonna d'Istria, Vescovo di Nizza e Conte di Drap (18...-1833)
- cavaliere cappellano monsignor Domenico Galvano (1833-1855)
- cavaliere cappellano monsignor Alberto Tricarico, Arcivescovo di Sistroniana e Nunzio Apostolico
- cavaliere cappellano monsignor Luigi Casolini di Sersale, Capitolo di Tivoli

### Prelati Generali dell'Ordine della Corona Ferrea (austriaco)
L'Ordine napoleonico era fortemente laico, nonostante il legame con la Corona Ferrea, mentre quello austriaco fu cattolico e come tale dispose di un prelato generale che svolgesse le funzioni più importanti dell'Ordine. Volendo mantenere Milano quale sede simbolica dell'Ordine (così come voluto da Napoleone stesso), dal 1818 gli arcivescovi di Milano ottennero all'atto di nomina anche la prelatura generale di quest'Ordine cavalleresco oltre alla placca di cavaliere di gran croce.
- Karl Kajetan von Gaisruck, arcivescovo di Milano (1818-1846)
- Carlo Bartolomeo Romilli, arcivescovo di Milano (1846-1859)

## Insigniti notabili

### Periodo napoleonico

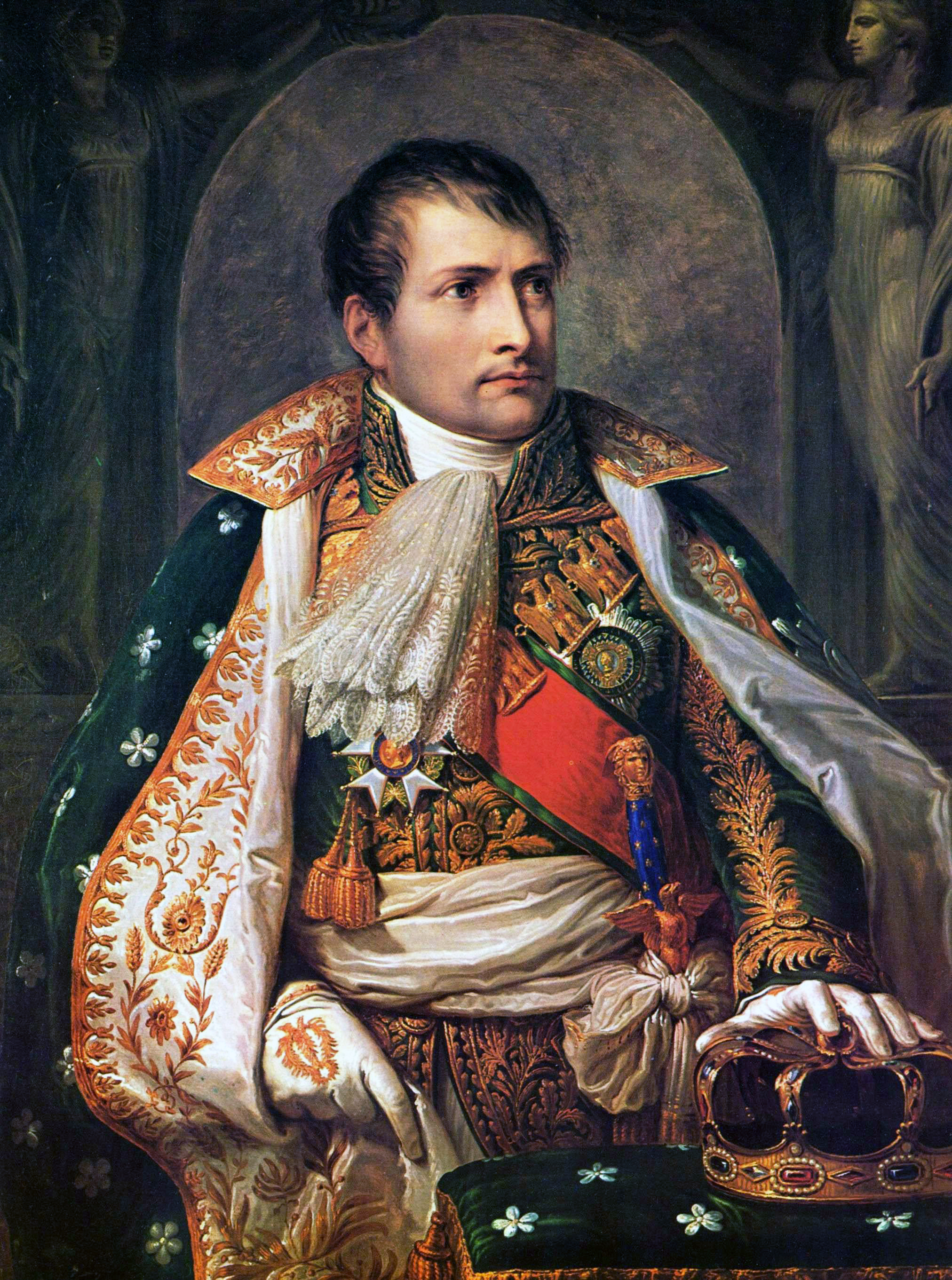
Napoleone Re d'Italia dipinto da Andrea Appiani con fascia e placca dell'Ordine

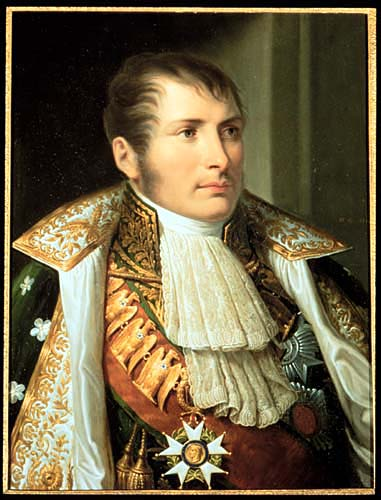
Eugenio di Beauharnais, viceré d'Italia dipinto da Andrea Appiani con fascia e placca dell'Ordine

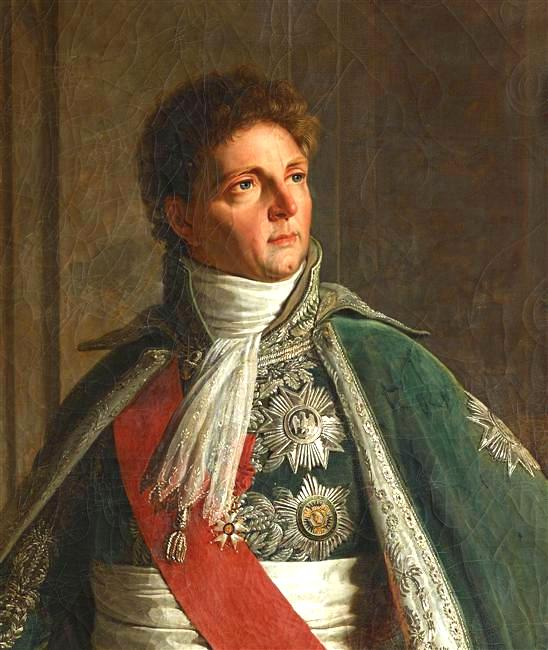
Louis Alexandre Berthier con la placca dell'Ordine

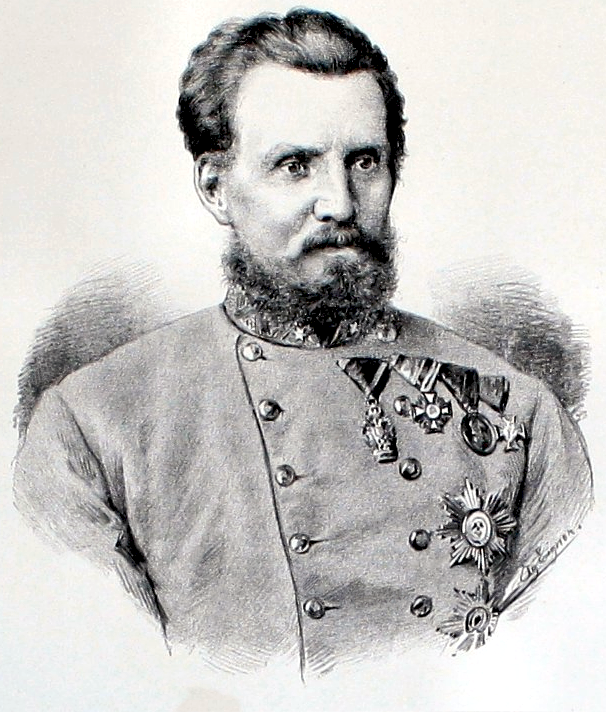
Hermann Dahlen von Orlaburg con la medaglia di III classe austriaca

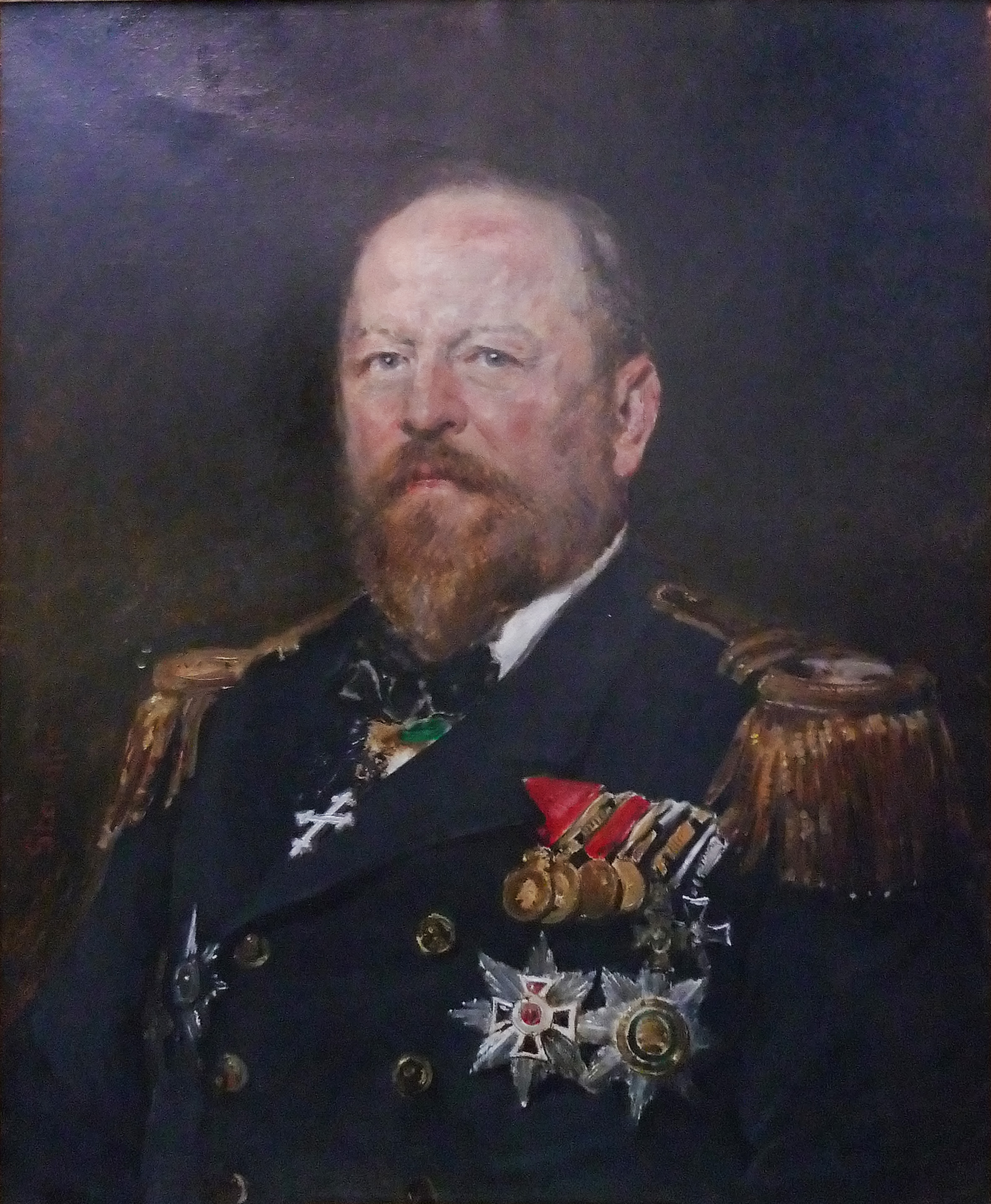
Hermann von Spaun con la placca di I classe austriaca

- maresciallo Andrea Massena (gran dignitario), principe di Essling e duca di Rivoli
- maresciallo Jean Lannes, duca di Montebello e principe di Siévers
- maresciallo Henri Gatien Bertrand, conte dell'Impero
- maresciallo Michel Ney, principe della Moscova e duca di Elchingen
- maresciallo Jean Baptiste Bessières, duca d'Istria (commendatore)
- maresciallo Claude-Victor Perrin, duca di Belluno
- maresciallo Nicolas Charles Victor Oudinot, conte dell'Impero e duca di Reggio
- maresciallo Pierre François Charles Augereau, duca di Castiglione (gran dignitario)
- maresciallo Louis Gabriel Suchet, conte dell'Impero e duca d'Albufera (nipote acquisito di Giuseppe Bonaparte)
- maresciallo Jean Bernadotte, principe di Pontecorvo e futuro re di Svezia (gran dignitario, cognato di Giuseppe Bonaparte)
- maresciallo Louis Alexandre Berthier, principe sovrano di Neuchatel e di Valangin, principe di Wagram, ministro della guerra e vice connestabile dell'Impero (gran dignitario)
- gen. conte Jean Ambroise Baston de Lariboisière, ispettore generale dell'artiglieria (gran dignitario)
- gen. Martin Michel Charles Gaudin, duca di Gaeta, ministro delle Finanze di Francia
- maresciallo Jean Mathieu Philibert Sérurier, governatore de Les Invalides, conte dell'Impero (gran dignitario)
- gen. Nicolas Marie Songis des Courbons, comandante l'artiglieria della Grand Armée
- maresciallo Horace Sébastiani, conte de la Porta, ambasciatore a Costantinopoli
- gen. e Ministro di Polizia René Savary, duca di Rovigo
- gen. Antoine Charles Louis de Lasalle, conte dell'Impero
- gen. Claude Belgiand de Vaubois, governatore militare di Malta
- maresciallo Édouard Mortier, duca di Treviso, comandante della Vecchia Guardia
- principe dell'Impero Jean-Jacques Régis de Cambacérès, arcicancelliere dell'Impero, duca di Parma e già secondo console con Napoleone (1799-1804)
- Principe Borromeo
- Carlo Visconti di Modrone
- marchese Amilcare Paolucci delle Roncole
- conte Giuseppe Fenaroli Avogadro, gran dignitario dell'Ordine della Corona di ferro, fu nominato Grand Aigle dell'Ordine della Legion d'onore
- conte Cesare Ceccopieri
- nob. abate Melchiorre Cesarotti
- conte Scipione Chiaramonti
- marchese Teodoro Lechi
- conte Trivulzio
- conte Carlo Martinengo Cesaresco
- conte Palatino Calini
- conte Luigi Porro Lambertenghi, conte e marchese, signore di Brianza
- conti di Brianza, famiglia Porro, onorificenza ereditaria
- conte Paolo Pola
- barone Andrea Bellerio.
- barone Giacomo Filippo de Meester Hüyoel.
- generale di divisione Pietro Teulié, comandante della Divisione Italica, ministro della Guerra della Repubblica Cisalpina
- nobile Lambertenghi.
- nobile Bianchi d'Adda.
- marchese Barbò Barbiano di Belgioioso d'Este
- nobile Dandolo
- nobile Pratesi
- marchese Erba Odescalchi.
- duca Francesco Melzi d'Eril, gran dignitario e già vice presidente della Repubblica Italiana
- marchese Alfonso Vincenzo Fontanelli.
- conte Alfredo Fè d’Ostiani.
- conte arcivescovo Paolo Patrizio Fava Ghisilieri, grande ufficiale del Regno d'Italia, conte dell'Impero, Senatore del Regno d'Italia
- cardinale Giovanni Battista Caprara Montecuccoli, arcivescovo di Milano
- gen. Domenico Pino, conte dell'Impero e del Regno d'Italia.
- conte Antonio Beffa Negrini.[2]
- gen. Giuseppe Federico Palombini, barone dell'Impero e del Regno d'Italia.
- conte Diego Guicciardi, Senatore del Regno d'Italia.
- barone Cristoforo Riva.
- conte Carlo Cicogna Mozzoni

### Periodo austriaco
- Eugen Bregant, militare austriaco
- Goffredo de Banfield, militare austriaco
- Moritz von Bissing, generale d'armata tedesco, Governatore militare del Belgio durante la prima guerra mondiale
- Ferdinand Ernst Maria von Bissingen-Nippenburg, governatore del Veneto austriaco
- Kajetan von Bissingen-Nippenburg, governatore del Veneto austriaco
- Eduard von Böhm-Ermolli, feldmaresciallo austriaco
- Francesco Cempini, avvocato e politico, primo ministro del Granducato di Toscana
- Hermann Dahlen von Orlaburg, Feldzeugmeister e Governatore di Bosnia ed Erzegovina
- Ferdinando III di Toscana, granduca di Toscana e governatore della Lombardia austriaca
- Benno Fiala von Fernbrugg, aviatore austriaco
- Karl Ludwig von Ficquelmont, primo ministro dell'Impero austriaco
- Antonio Salvotti von Eichenkraft und Bindeburg, magistrato austriaco
- Karl Kajetan von Gaisruck, cardinale ed arcivescovo di Milano
- Franz von Hartig, governatore della Lombardia austriaca
- Pompeo Litta Biumi, militare, politico e genealogista
- Alessandro Manfredi Luserna d'Angrogna, luogotenente generale, aiutante di campo di re Vittorio Emanuele II
- Pietro Paleocapa, scienziato e politico
- Josef Radetzky, feldmaresciallo austriaco
- Franz von Schlick, generale austriaco
- Robert von Salm-Reifferscheidt-Raitz, governatore della Lombardia austriaca
- Hermann von Spaun, ammiraglio, capitano generale della flotta austriaca
- Vittorio Amedeo Vialardi di Verrone, commendatore dell'Ordine militare di Savoia, Gran cordone dell'Ordine dei Santi Maurizio e Lazzaro, tenente generale comandante le Guardie (Granatieri di Sardegna), governatore di Fenestrelle
- Alexander Wassilko von Serecki, governatore del Ducato di Bucovina e membro della Herrenhaus
- Alexander Wassilko von Serecki, colonnello di cavalleria, diresse il servizio di controspionaggio
- Luigi Negrelli, ingegnere

## Galleria d'immagini

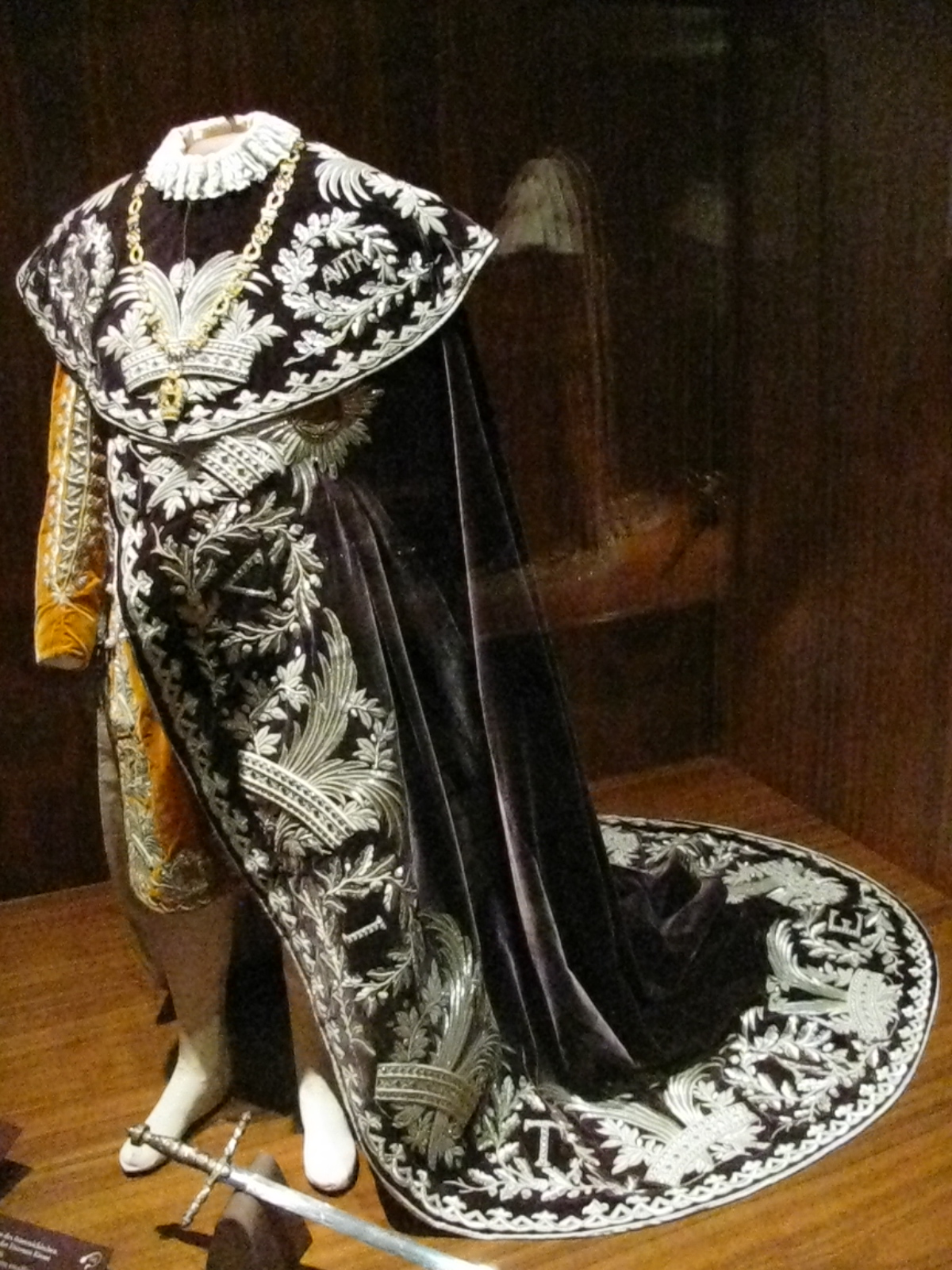
Abito dell'Ordine della Corona ferrea
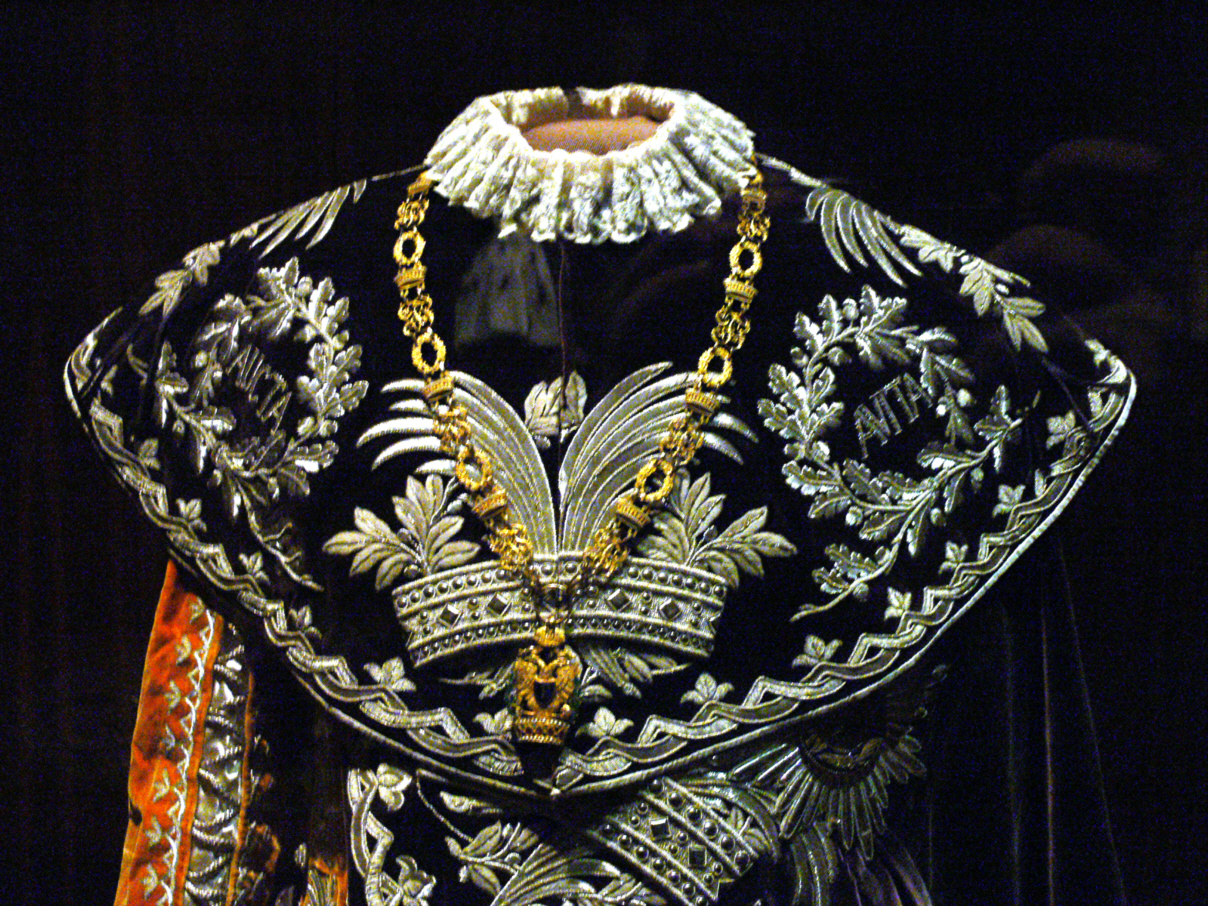
Particolare dell'abito dell'Ordine della Corona ferrea
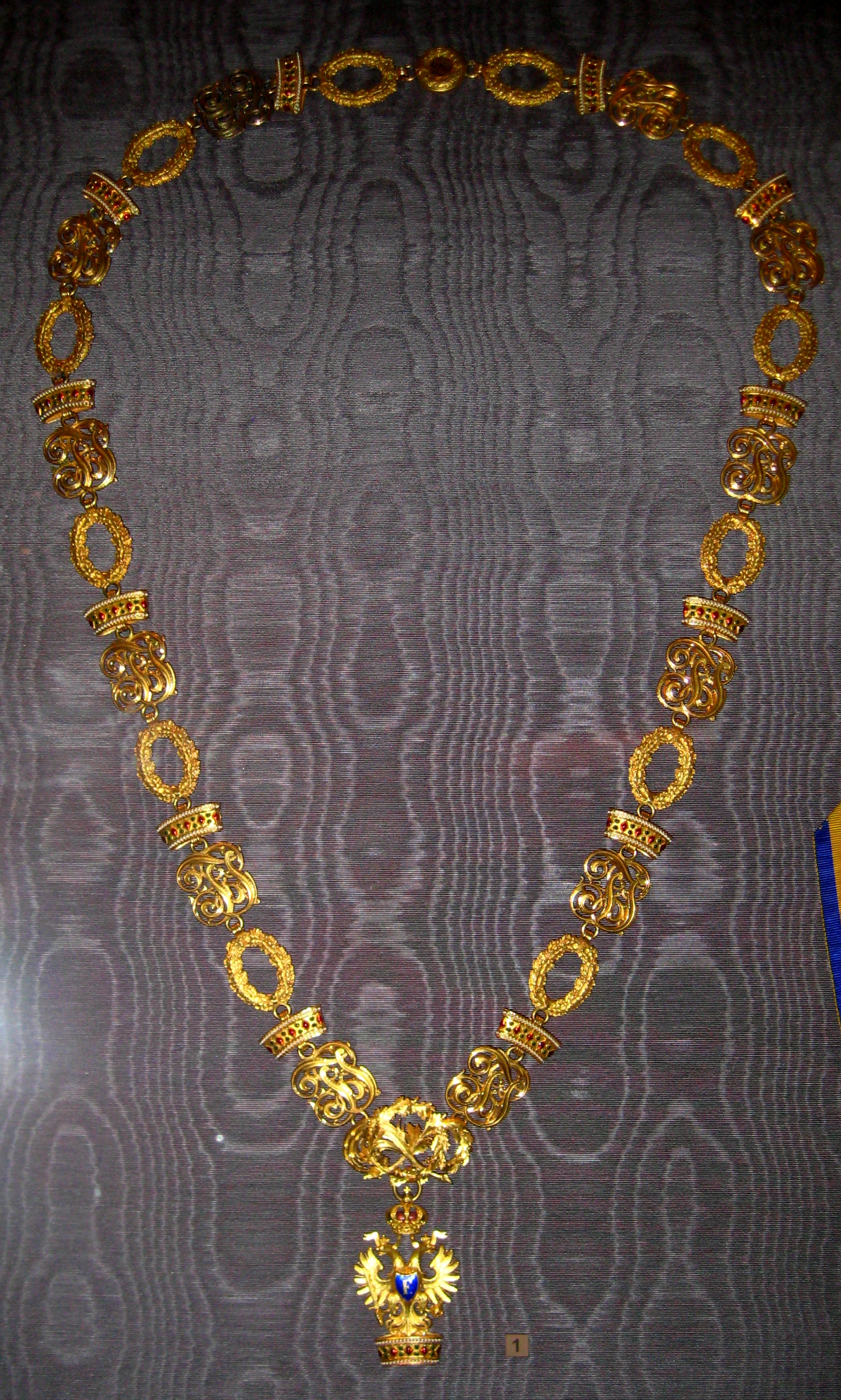
Collare dell'Ordine della Corona ferrea
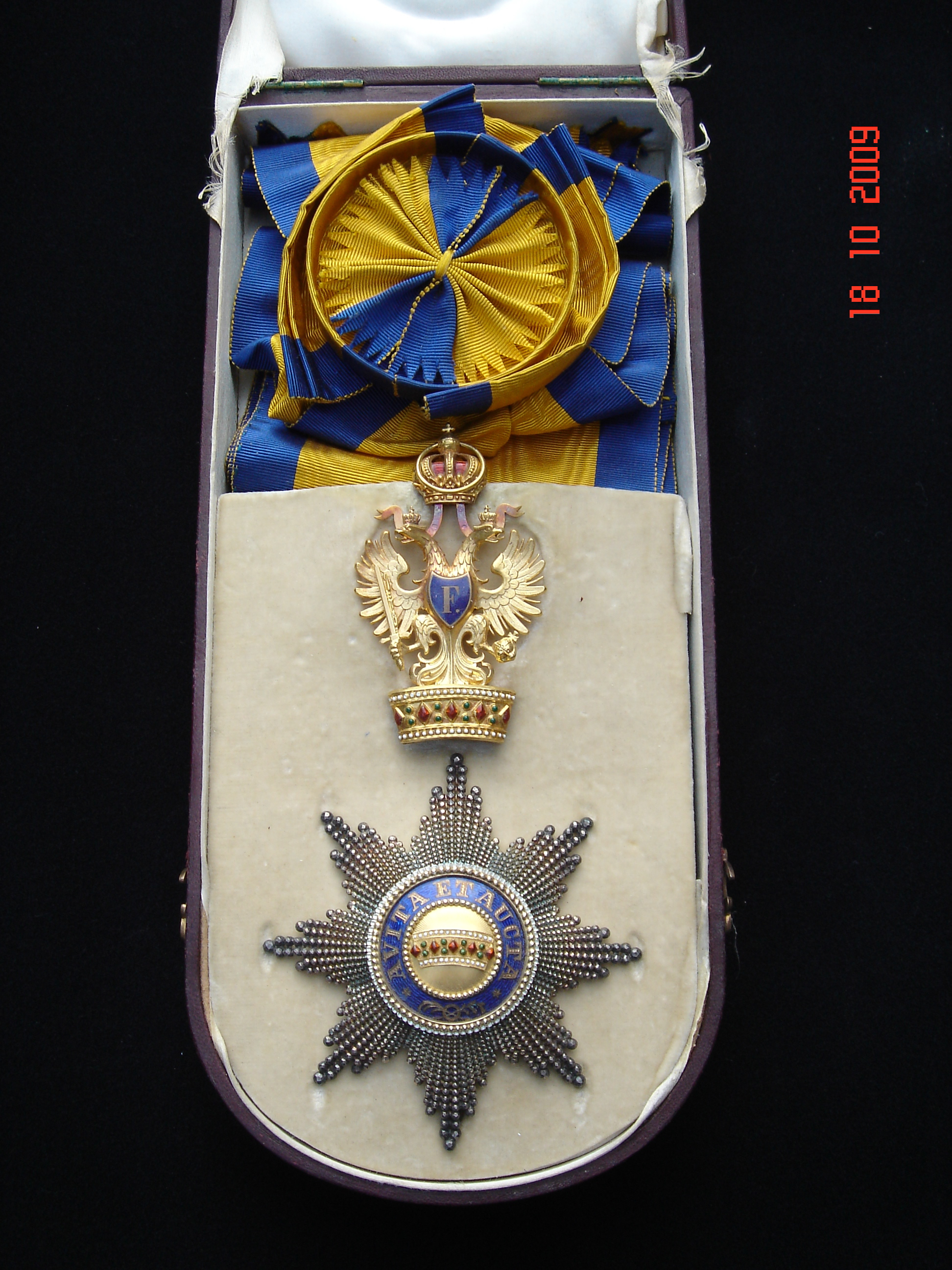
Gruppo di insegne di I Classe dell'Ordine della Corona di Ferro